# Aréna Jacques Plante
Die Aréna Jacques Plante ist eine Mehrzweckhalle in der kanadischen Stadt Shawinigan, Provinz Québec. Sie wurde 1937 eröffnet und verfügt über 2.524 Sitzplätze (maximal 3.700 Plätze). In der Arena wurden von 1969 bis 2008 die Heimspiele der Cataractes de Shawinigan, einem Eishockeyteam, ausgetragen. Die Halle ist nach dem 1986 verstorbenen Eishockeytorwart Jacques Plante benannt, zuvor hieß das Gebäude Shawinigan Municipal Auditorium. Die Arena wurde im Dezember 2008 geschlossen und das Team bezog mit dem Centre Bionest de Shawinigan ihre neue Heimspielstätte.